# Comuna Balș, Iași
Balș este o comună în județul Iași, Moldova, România, formată din satele Balș (reședința), Boureni și Coasta Măgurii.

## Geografie

### Așezare
Comuna Balș este situată în partea de sud-est a Câmpiei Moldovei, respectiv în depresiunea Jijia-Bahlui, în preajma zonei de contact a acesteia cu sectorul cel mai de sud-est al Podișului Sucevei și cu cel de nord-vest al Podișului Central Moldovenesc. Se află în zona nord-vestică a județului și este străbătută de șoseaua națională DN28B, care leagă Târgu Frumos de Botoșani. De asemenea, prin satul Coasta Măgurii trece șoseaua județeană DJ281C, care o leagă spre est de Cotnari (unde se termină tot în DN28B) și spre sud-vest de Todirești, Hărmănești și Pașcani (unde se termină în DN28A). Din acest drum, la Coasta Măgurii se ramifică șoseaua județeană DJ280B, care duce spre sud la Cucuteni, Ion Neculce și Târgu Frumos (unde se termină în DN28).

### Relief, geologie și soluri
Relieful comunei Balș este preponderent de stepă și silvo-stepă. Subtsratul geologic este constituit din formațiuni cuaternare, care tind să formeze în parte inferioară în formațiuni sarmantiene.
În zona comunei Balș predomină cernoziomurile în următoarele stadii de evoluție:
- stadiul incipient
- stadiul mijlociu
- stadiul evoluat

### Flora
Flora în regiunea este reprezentată de păiuș, colilie, Eiruta, bărboasa, pirul, pelinița, la care se mai adaugă, în zonele de luncă iarba câmpului, coada-vulpii, vergina, pătlagina si timoftica.

### Fauna
Fauna este reprezentată de:
- mamifere: popândăul, cățelul câmpului, șoarecele de stepă, șoarecele de câmp, șobolanul de câmp, hârciogul, iepurele și capra sălbatică.
- păsări:prepelița, potârnichea, ciocîrlia, presura, sticletele, cinteza, graurul, turturica, guguștiucul, pupăza, cucul, câneparul, porumbelul, vrabia, rândunica, lăstunul, cioara si rața sălbatică.

## Demografie
Componența etnică a comunei Balș
     Români (90,4%)
     Alte etnii (0,3%)
     Necunoscută (9,3%)
Componența confesională a comunei Balș
     Ortodocși (82,03%)
     Creștini de rit vechi (5,56%)
     Penticostali (2,85%)
     Alte religii (0,2%)
     Necunoscută (9,37%)
Conform recensământului efectuat în 2021, populația comunei Balș se ridică la 3.021 de locuitori, în scădere față de recensământul anterior din 2011, când fuseseră înregistrați 3.375 de locuitori. Majoritatea locuitorilor sunt români (90,4%), iar pentru 9,3% nu se cunoaște apartenența etnică. Din punct de vedere confesional, majoritatea locuitorilor sunt ortodocși (82,03%), cu minorități de creștini de rit vechi (5,56%) și penticostali (2,85%), iar pentru 9,37% nu se cunoaște apartenența confesională.

## Politică și administrație
Comuna Balș este administrată de un primar și un consiliu local compus din 13 consilieri. Primarul, Constantin Golduț[*], de la Partidul Social Democrat, este în funcție din octombrie 2020. Începând cu alegerile locale din 2024, consiliul local are următoarea componență pe partide politice:
|  | Partid                     | Consilieri | Componența Consiliului | Componența Consiliului | Componența Consiliului | Componența Consiliului | Componența Consiliului | Componența Consiliului | Componența Consiliului | Componența Consiliului | Componența Consiliului | Componența Consiliului |
|  | -------------------------- | ---------- | ---------------------- | ---------------------- | ---------------------- | ---------------------- | ---------------------- | ---------------------- | ---------------------- | ---------------------- | ---------------------- | ---------------------- |
|  | Partidul Social Democrat   | 10         |                        |                        |                        |                        |                        |                        |                        |                        |                        |                        |
|  | Partidul Național Liberal  | 2          |                        |                        |                        |                        |                        |                        |                        |                        |                        |                        |
|  | Partidul Mișcarea Populară | 1          |                        |                        |                        |                        |                        |                        |                        |                        |                        |                        |

## Istorie
La sfârșitul secolului al XIX-lea, comuna nu exista, satele ei făcând parte din comuna Băiceni. Anuarul Socec din 1925 consemnează aceeași situație. În 1931, satele Balș și Boureni au fost arondate orașului Târgu Frumos, în timp ce satul Coasta Măgurii a trecut la comuna Cotnari.
În 1950, satele Balș și Boureni au fost incluse în orașul raional Târgu Frumos din raionul Pașcani al regiunii Iași. În 1968, zona a fost reorganizată, satele comunei actuale făcând parte din comuna suburbană Târgu Frumos a orașului cu același nume din județul Iași, reînființat; în 1989 s-a renunțat la conceptul de comună suburbană și comuna Târgu Frumos a fost subordonată direct județului Iași. Comuna Balș a fost înființată în forma actuală în 2004, când cele trei sate componente ale ei s-au separat de comuna Târgu Frumos.

## Monumente istorice
Două obiective din comuna Balș sunt incluse în lista monumentelor istorice din județul Iași ca monumente de interes local, ambele fiind situri arheologice: situl de la „Valea Părului”, aflat la 1,5 km de satul Balș conține o așezare neolitică atribuită culturii Starčevo-Criș; și situl de pe „Movila Căpățână” de la 500 m sud de satul Boureni, cu trei așezări — una din perioada Latène și două din eneolitic (cultura Cucuteni, fazele A și respectiv B).